# Edmund Davy
Edmund Davy (Penzance, 1785 – 5 de novembro de 1857) foi um cientista inglês.
Descobriu o acetileno em 1836.
Foi professor de química na Royal Cork Institution e na Royal Dublin Society, Irlanda.